# Белица (приток Уши)
Белица (бел. Беліца) — река в Червенском и Березинском районах Минской области Белоруссии, правый приток реки Уша.
Длина реки — 15 км. Площадь водосборного бассейна — 56 км². Уклон реки — 1,4 м/км.
Берёт начало к северу от агрогородка Красный Дар. Течёт в юго-восточном направлении по открытой местности, через 0,87 км поворачивает на северо-восток и затем через примерно 280 метров — на север. Через 860 метров меняет направление на восточное, а через ещё 200 метров пересекает автодорогу местного значения Рованичи—Старый Пруд. После этого в течение примерно 1,4 км придерживается восточного направления, делая при этом два изгиба на север. Затем поворачивает на северо-восток, а через 560 метров — почти на север и, через 150 метров пересекая автодорогу местного значения Дубовручье—Калинино и связанные ей минуя деревни Полядки и Погулянка, движется в этом направлении 500 метров. Затем поворачивает на северо-восток и, в целом, придерживается этого направления на протяжении 3,4 км, двигаясь по открытой местности, представляющей собой покрытые луговыми травами выработанные торфяники, на правом берегу слегка закустаренные. После этого поворачивает на северо-запад, а через 600 метров — на север-северо-восток и, огибая южную часть деревни Беличаны с запада, через 300 метров делает поворот на восток, придерживаясь этого направления на протяжении 750 метров, пересекая в 540 метрах от поворота лесную дорогу Беличаны—Малые Логи. После пересечения этой дороги река течёт по границе крупного лесного массива, примыкающего к её правому берегу. Придерживается северо-восточного направления в течение 1,5 км, затем на протяжении 500 метров движется со значительным отклонением к северу и, минуя деревню Боровино, пересекает автодорогу местного значения Котово—М4. После этого течёт на северо-восток, на протяжении километра по лесному массиву, где пойма реки занята древесно-кустарниковой растительностью, и затем ещё 360 метров по открытой местности. Через ещё 770 метров река сворачивает на север, затем через 480 метров — на северо-запад и через примерно такое же расстояние — опять на север. На этом участке к правому берегу реки вплотную подступает лес, тогда как левый занимает узкая полоса лугов. На протяжении следующих 0,84 км пойма начинает постепенно закустариваться. Далее река поворачивает на северо-запад и опять заходит в лесной массив, её пойма покрыта древесно-кустарниковой растительностью до устья. Постепенно меняет направление на северное, начиная петлять и делая крупный изгиб в восточном направлении, через 1,6 км вновь поворачивает на северо-запад. Впадает в Ушу к юго-западу от деревни Белица. Русло реки канализировано на всём протяжении.